# トヨタ・F型エンジン
トヨタ・F型エンジン（トヨタ・Fがたエンジン）は、トヨタ自動車（1981年〈昭和56年〉以前はトヨタ自動車工業名義）、および豊田自動織機がかつて製造していた自動車用・産業機械用水冷直列6気筒ガソリンエンジンの系列である。
初代B型に代わるバス、トラック用高速エンジンとして1949年（昭和24年）に登場。基本的にはB型のボアを拡大して排気量を増大し、各部を強化したエンジンシリーズである。
本来の大型車両用のほか、特殊用途自動車用シャーシのパトロールカーや救急車にも特殊高出力エンジンとして搭載され、四輪駆動車トヨタ・ランドクルーザーのエンジンとしても用いられて成功を収めた。
基本レイアウトはトヨタ創業当初にシボレーエンジンをコピーした初代A型エンジン（1935年〈昭和10年〉）にまで遡ることができるほど古いものであるが、改良を重ねながら晩年はフォークリフト等の産業機械用エンジンとして生産が続けられていたため、トヨタはもとより、日本国内で戦後以降に市販向けとして開発・生産されたエンジンとしても最古のエンジンシリーズでもあった。
後継はFZ型となる。
　

## 系譜
- エンジン型式一覧の自動車用エンジンの系譜を参照。

## 型式
ガソリンエンジン
水冷直列6気筒OHV

### F - 3,900cc
- フロントエンジン・フレーム式バス/バスシャシ
  - （初）トヨタ・FL型バス/バスシャシ（1949年10月[1]）
  - トヨタ・FY型バス/バスシャシ（1951年8月[2]）
  - トヨタ・FB60系/FB60C系バス（1954年3月[3]※ リンク先資料はFB75型のもの。無印は標準型、記号Cはキャブオーバー型）
  - トヨタ・FB70系/FB70C系バス
  - トヨタ・FB80/80C、90/90C系バス
  - トヨタ・FB100系バス/バスシャシ（1964年12月[4]※ リンク先資料は同形状のDB100型のもの）
- リアエンジン・モノコック車体バス。
  - トヨタ・FR型バス（1953年8月[5]）
- トヨタ・BM（FM）型トラック 4t積（1949年11月）
- トヨタ・FX型トラック 4t積（1951年8月）
- トヨタ・FA型トラック 4.5t積（1954年）
- トヨタ・トラックFA5型 5t積（1954年-1956年3月）
- トヨタ・トラックFA60系 5t積（1956年2月1958年2月）
- トヨタ・トラックFA70系 5t積（1958年1月1959年10月）
- トヨタ・トラックFA80、90系 5t、6t積（1959年9月）
- トヨタ・トラックFA100・110・115系 5t、6t積（1964年9月）
- トヨタ・BS（FS）型トラック 4t積（1949年11月1950年10月）
- トヨタ・FZ、FZJ型トラック 2.5t積（1951年10月-1953年3月）
- トヨタ・FCトラック 2.5t積（1954年9月-1956年2月年）
- トヨタ・トラックFC60系 2.5t積（1956年1月-1958年1月）
- トヨタ・トラックFC70系 2.5t積（1958年1月-1959年11月）
- トヨタ・トラックFC80系 3t積（1959年11月-1964年9月）
- トヨタ・トラックFC100系 3t積（1964年10月-？）
- トヨタ・キャブオーバートラックFA115C系 5.5t積
- トヨタ・FQ10 3/4t ウエポンキャリアー - 自衛隊向け3/4tトラック
- 初代ランドクルーザー消防用シャーシ・FJJ型（1954年-1955年）
- ランドクルーザー20系（1955年-1959年12月）
- ランドクルーザー40系（1960年1月-1975年1月）
- ランドクルーザー55型（1967年7月-1975年1月）
- トヨタ・パトロールFH26型（1957年-1959年）
- トヨタ・パトロールFS40型
- トヨタ・救急車FS45V型
- トヨタ・救急車FS55V型
- トヨタ・消防用シャーシFH26型
- マッシーダイナFC10型
- 大原・スノータイガー

### 2F - 4,200cc
- トヨタ・トラックFA100・110・115系（1975年？のマイナーチェンジでF型から2F型へ変更-生産中）
- トヨタ・トラックFC100系 3t積
- ランドクルーザー40系（1975年1月-1984年10月 海外のみ）
- ランドクルーザー55型（1975年1月1980年6月 海外FJ55G・V、国内FJ56V）
1975年？、各車とも排ガス規制に対応して、F型から2F型への変更が行われた。
- ランドクルーザー60系（1980年7月-1984年10月 海外FJ60G・V、国内FJ60V、61V）

### 3F - 4,000cc
2Fの小型化と高速化のため、シリンダーブロックの丈が短くなり、ストロークが減らされた。軽量化や内部のフリクション低減も同時に行われた。
バルブタイミングの変更やフライホイールの軽量化もあり、低速では扱い辛くなる。
- ランドクルーザー60系（1984年11月-1990年1月 海外FJ62G・V、国内FJ62V）
- ランドクルーザー70系（1984年11月-1992年）
- トヨタフォークリフト（搭載開始年不詳-1997年）

### 3F-E - 4,000cc
北米の排出ガス規制に対応させるため、燃料供給をEFIとしたもの。フラップ式のエアフローメーターを持つ。
- ランドクルーザー60系（1988年3月-1990年1月 海外FJ62G・V、国内FJ62G）
- ランドクルーザー80系（1990年1月-1992年 海外FJ80G・V、国内FJ80G）